# Los anillos de Newton
Los Anillos de Newton, es una miniserie de ficción de 13 capítulos rodada en su totalidad en la Provincia de Salta. La miniserie muestra una provincia de Argentina, que limita con otras seis y tres países. Con una geografía maravillosa que va de la puna al trópico, de la cordillera a los bosques. De alturas y llanuras tan opuestas como los encuentros y desencuentros de los personajes que viven en Los anillos de Newton. La ficción está protagonizada por: Marcelo Cioffi.
Su primera emisión fue el 27 de agosto de 2013, de lunes a jueves por la TV Pública.

## Historia
Lo anillos de Newton nos cuenta las historias que vive un psicólogo, apodado Capuchino, que perdió su matrícula y tiene que trabajar como remisero para sobrevivir.
Capuchino maneja su remis como un consultorio sobre ruedas, mientras se preocupa por su exmujer, su hija y por la inmensidad de situaciones y peripecias en la serie de personajes y realidades que lo rodean.

## Lista de episodios
- CAPITULO 1 : TOLABA.
- CAPITULO 2 : EL SHOW DE CONTINUAR.
- CAPITULO 3 : EL PARTO Y EL TORINO.
- CAPITULO 4 : MARINA.
- CAPITULO 5 : NOCHE DE RONDA.